# 茅荆坝国家森林公园
茅荆坝国家森林公园，是位于中国河北省承德市隆化县的一个国家森林公园，于2004年12月设立，占地面积为19,400公顷。

## 历史
该森林公园建于1998年，2004年12月被河北省旅游局批准为国家AA级旅游景区，2004年12月成为国家森林公园。

## 地理

### 位置境域
茅荆坝国家森林公园位于河北省承德市隆化县东北部，河北省与内蒙古自治区交界处，是燕山七老图岭余脉，东经117°58′44″—118°18′46″，北纬41°22′48″—41°39′10″，北和东北与围场县、内蒙古赤峰市及宁城县接壤。公园距离隆化县54千米，距离北京240千米、承德市80千米、赤峰市110千米，承赤公路横穿而过。
公园主峰敖包山海拔1,852.9米，是隆化县最高峰。